# Kappenpitta

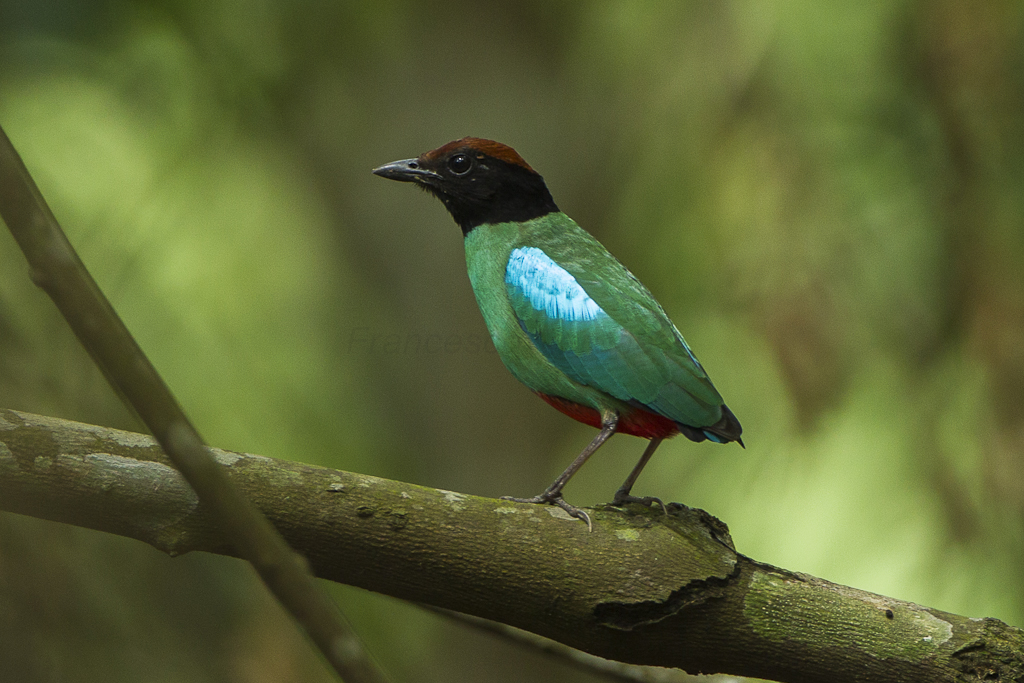
Kappenpitta, Thailand

Die Kappenpitta (Pitta sordida) ist ein Sperlingsvogel aus der Gattung Pitta innerhalb der Familie der Pittas (Pittidae). Er ist in Ost-, Südostasien und dem Malaiischen Archipel weit verbreitet und lebt in verschiedenen Waldformen, aber auch auf Plantagen und anderen landwirtschaftlichen Flächen. Es werden in dem großen Verbreitungsgebiet des Kappenpittas mehrere Unterarten unterschieden, die sich durch die Färbung der Kappe, der Körperseiten und des Unterbauchs unterscheiden.
Die Bestandssituation des Kappenpittas wurde 2016 in der Roten Liste gefährdeter Arten der IUCN als „Least Concern (LC)“ = „nicht gefährdet“ eingestuft.

## Beschreibung
Der Kappenpitta erreicht eine Länge von 16 bis 19 Zentimetern und ein Gewicht von 42 bis 70 Gramm. Seine Körperform ist typisch für Arten aus der Familie der Pittas. Die Beine sind hoch und kräftig. Der Stummelschwanz wirkt wie abgeschnitten. Der Schnabel ist mittellang und geringfügig nach unten geboten. Der Kopf ist proportional zum Körper groß, der Hals dagegen so kurz, dass der Kappenpitta die für Pittas typische gedrungene Gestalt hat. Die Flügel sind kurz und abgerundet. Sie ragen knapp über die Steuerfedern hinaus.
Die Haube und der Nacken sind rötlichbraun, der restliche Kopf und die Kehle ist schwarz. Brust, Flanken, Rücken und Flügeldeckfedern sind dunkel grünlich, letztere mit einer hellen Binde. Der Bürzel und der Flügelbug sind blau. Die Schwungfedern sind schwarz, ebenso die Schwanzfedern, welche eine blaugrüne Spitze aufweisen. Die Unterschwanzdecken sind rot, der Unterbauch schwarz oder rot, und die Füße sind blassbraun bis rosig.
Jungvögel sind an Stirn und Scheitel dunkelbraun und matt kastanienbraun gestrichelt. Der Rücken ist wie bei den adulten Vögeln schwärzlich grün, der Bürzel ist jedoch blasser blau. In das Gefieder der adulten Vögeln wechseln sie, wenn sie etwa einen Monat alt sind. Sie haben dann noch einzelne braune Federn am Kopf und das Rot des Bauches ist weniger ausgeprägt als bei adulten Vögeln.

## Verbreitungsgebiet, Unterarten und Lebensraum
Das Verbreitungsgebiet des Kappenpittas ist Südostasien und der Malaiische Archipel. In dem Verbreitungsgebiet werden mehrere Unterarten unterschieden. Sie unterscheiden sich jeweils durch die Färbung der Kappe in Schwarz oder Braun, der Flanken- und Bauchzeichnung, die rot oder schwarz sein kann.
- Die oben beschriebene Nominatform Pitta sordida sordida (Müller, PLS, 1776) kommt auf den Philippinen vor.
- P. s. cucullata Hartlaub, 1843 kommt in Nordindien, Myanmar, dem Süden Chinas, Nordvietnam, Bangladesch, Thailand und Laos vor. Bei saisonalen Wanderungen erreicht sie auch Sumatra und Java.
- P. s. abbotti Richmond, 1902 ist im Vorkommen auf die Nikobaren begrenzt.
- P. s. mulleri (Bonaparte, 1850) kommt im Süden Thailands, Nordmalaysia, Sumatra, West-Java und Borneo vor.
- P. s. bankana Schlegel, 1863 kommt auf den indonesischen Inseln Belitung und Bangka vor.
- P. s. palawensis Parkes ist ein Vogel der westlichen Philippinen
- P. s. sanghirana Schlegel, 1866 ist eine weitere Insel-Unterart mit einem Vorkommen auf den Sangihe-Inseln
- P. s. forsteni (Bonaparte, 1850) kommt auf Sulawesi vor.
- P. s. novaeguiniae Müller, S & Schlegel, 1845 ist ein Vogel Neuguineas.
- P. s. mefoorana Schlegel, 1874 kommt auf Numfor vor.
- P. s. rosenbergi Schlegel, 1871 ist eine Unterart mit einer Verbreitung auf der Insel Biak
- P. s. goodfellowi White, CMN, 1937 kommt auf Aru vor.

Kappenpittas sind stellenweise häufige Vögel. So werden in Thailand je 100 Hektar 10 Paare gezählt, auf Neuguinea sogar bis zu 30 Paare.
Kappenpittas sind grundsätzlich Waldbewohner, die regional bis in Höhenlagen von 2000 Meter vorkommen. Sie besiedeln bevorzugt Primärwald, sind aber auch Sekundärwald, Buschlandschaften und sogar Kulturlandschaften anzutreffen.

## Nahrung und Lebensweise
Der Kappenpitta ernährt sich von verschiedenen Insekten (einschließlich deren Larven), nach denen sie auf dem Boden jagen, sowie von Beeren. In der Brutzeit bauen sie Nester am Boden oder in Bodennähe. Das Nest ist kugelförmig und oben geschlossen. Typisches Baumaterial sind Moose, Bambusblätter, kleine Zweige und Wurzeln. Das Gelege umfasst drei bis vier Eier. Diese sind weiß bis grau gefärbt und bräunlich bis purpurfarben gesprenkelt. Die Nestlinge schlüpfen nach einer Brutdauer von 15 bis 16 Tagen. Die Jungvögel verlassen das Nest in einem Lebensalter von etwas mehr als zwei Wochen.

## Parasiten
Inglisonema mawsona ist ein im Dünndarm beim Kappenpitta parasitierender Spulwurm.

## Kappenpitta und Mensch

### Haltung

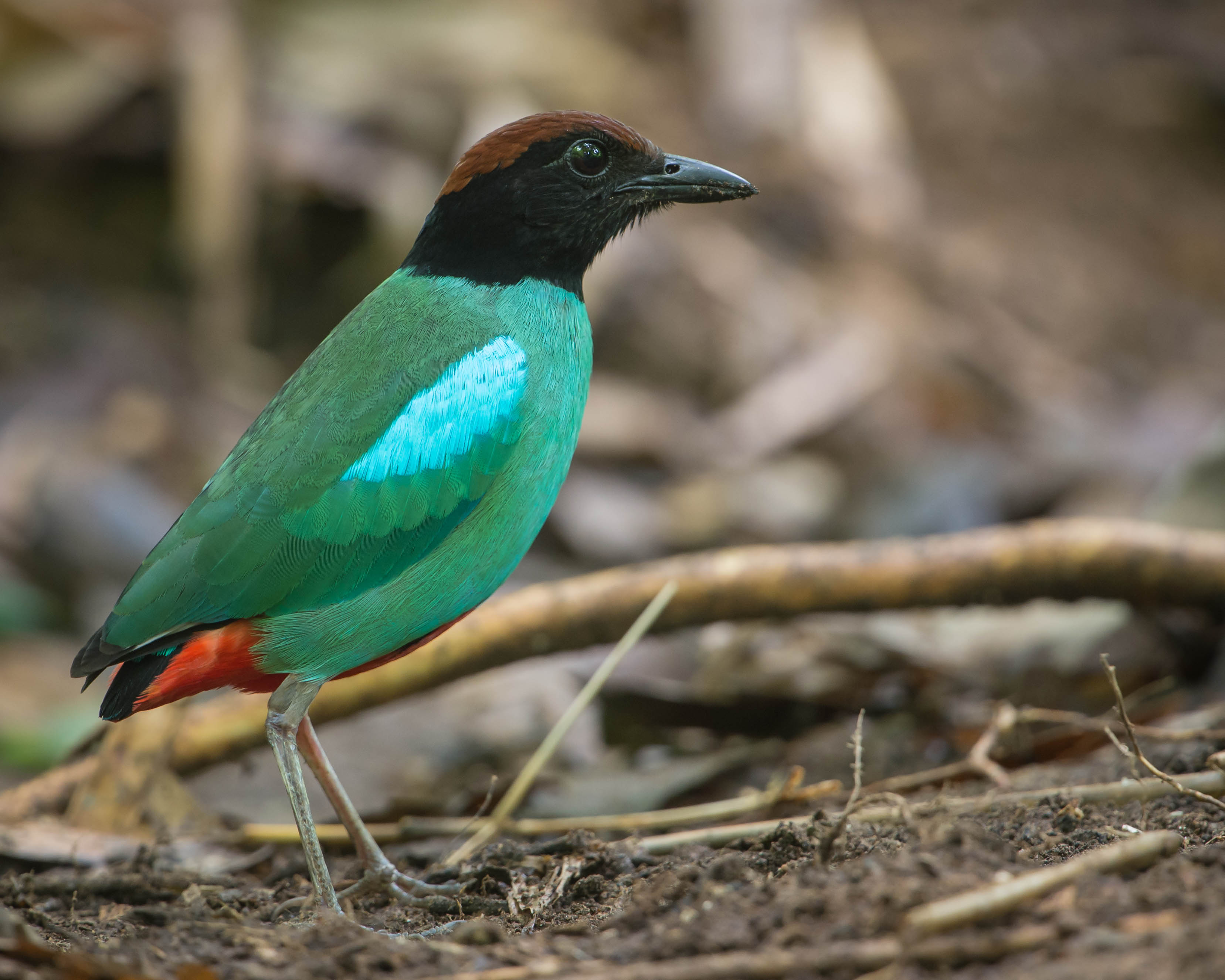
Kappenpitta

Die europäische Erstzucht gelang in den 1930er Jahren dem Ornithologen Jean Delacour. Delacour hielt das Paar in einer 12 mal 4,5 Meter großen Tropenvoliere gemeinsam mit 45 anderen Vogelarten, darunter Kolibris und Wachteln.
Kappenpittas wurden bereits 1904 im Berliner Zoo gezeigt und sind jetzt noch gelegentlich in Zoos zu sehen. Johannes Erritzøe und Helga Erritzøe bezeichneten sie 1998 als die am häufigsten gehaltene Pitts-Art. Pagel und Marcordes schätzten im Jahr 2011 die Zahl gehaltener Kappenpittas auf weniger als 50 in Zoologischen Gärten und auf weniger als 10 in Privathand. Die Haltung der Kappenpittas ist anspruchsvoll, weil sie als bodenlebende und territoriale Art, bei der es auch innerartlich zu Aggressionen kommen kann, auf eine hinreichend große und dicht bepflanzte Voliere angewiesen sind, die eine Mindesttemperatur von 20 Grad aufweist. Es gibt für die Art ein Zuchtbuch, dessen Führung beim Burgers’ Zoo, Arnhem, Niederlande liegt.

### Dedikationsnamen
Die Bezeichnung mehrerer Unterarten ehren einige Naturforscher:
- P. s. abbotti erinnert an den US-amerikanischen Arzt, Naturforscher und Ornithologe William Louis Abbott (1860–1936), der nach 1890 umfangreiche Forschungsreisen in Südostasien unternahm und eine reichhaltige biologische und ethnologische Sammlungen anlegte, die er zu einem großen Teil an das Smithsonian Institution vermachte.
- P. s. mulleri ehrt den deutschen Zoologen Salomon Müller (1804–1863), der nach einer 10-jährigen Forschungsreise in Südostasien bei seiner Rückkehr im Jahre 1837 eine sehr große Zahl an zoologischen Exponaten mitbrachte. Allein seine ornithologische Ausbeute für das Leidener Museum belief sich auf 6500 Vogelbälge, 700 Skelette, 150 Nester und 400 Eier.
- P. s. forsteni erinnert an den jung verstorbenen niederländischen Naturwissenschaftler Eltio Alegondas Forsten (1811–1843), der von 1838 bis zu seinem Tode in Ostasien vorwiegend Exponate der lokalen Flora sammelte, aber auch zoologische Exponate an seine Auftraggeber sendete.
- P. s. rosenbergi ehrt den deutschen Naturforscher Hermann von Rosenberg (1817–1888), dessen Forschungsgebiet Niederländisch-Ostindien war.
- P. s. goodfellowi erinnert an den Briten Walter Goodfellow (1866–1953), der 40 Jahre lang Exponate für Museen sammelte und Tiere für Zoologische Gärten fing. Als seine bedeutendste Leistung gilt die Entdeckung des Mikadofasans. Das Goodfellow-Baumkänguru erinnert gleichfalls an ihn.

## Einzelbelege
1. ↑  
Pitta sordida in der Roten Liste gefährdeter Arten der IUCN 2016. Eingestellt von: BirdLife International, 2010. Abgerufen am 26. Februar 2018.
2. ↑  Erritzøe & Erritzøe: Pittas of the World. S. 103.
3. 1 2 3  Pagel, Marcordes: Exotische Weichfresser. S. 92.
4. 1 2  Pagel, Marcordes: Exotische Weichfresser. S. 93.
5. ↑  G. D. Schmidt, R. E. Kuntz: Nematode parasites of Oceanica. XI. Madelinema angelae gen. et sp. n., and Inglisonema mawsonae sp. n. (Heterakoidea: Inglisonematidae) from birds. In: The Journal of parasitology. Band 57, Nummer 3, Juni 1971, S. 479–484, PMID 5104559.
6. 1 2  Erritzoe & Erritzoe: Pittas of the World. S. 108.
7. ↑  Pagel, Marcordes: Exotische Weichfresser. S. 39.
8. ↑  Bo Beolens: Whose Bird? Men and Women Commemorated in the Common Names of Birds. Christopher Helm, London 2003, S. 205.